# 周怡怡
周怡怡（1970年5月21日—2011年9月23日），台灣財經記者，曾任中天電視台產經生活中心主任、東森電視台節目主持人、華視、東森主播，經常在電視節目中分享理財資訊，政治大學新聞系輔修外交系畢業，後又攻讀政治大學傳播研究所，丈夫謝良駿同為財經記者。2011年5月發現罹患卵巢癌，9月23日病逝。